# Ostrogoth
Ostrogoth é uma banda de heavy/power metal belga formada em 1976. 

## Integrantes
Primeira formação
- Mario Pauwels: bateria
- Hans van de Kerckhove: guitarra.
- Marc De Brauwer: vocal.
- Rudy Vercruysse: guitarra.
- Marnix van de Kauter: baixo.

Formação nova: a partir de Feelings Of Fury ;
- Mario Pauwels: bateria.
- Rudy Vercruysse: guitarra.
- Peter De Wint: vocal.
- Juno Martins: guitarra.
- Kris Taerwe: teclados.
- Sylvain Cherotti: baixo.

## Discografia
- "Full Moon's Eyes", E.P. (Mausoleum Records, 1983).
- "Ecstasy And Danger", álbum, L.P. & CD (Mausoleum Records, 1984).
- "Too Hot", álbum, L.P. & CD (Mausoleum Records, 1985).
- "Feelings Of Fury", álbum, L.P. & CD (Mausoleum Records, 1987).

## Curiosidades
O Ostrogoth participa do setlist do jogo Brütal Legend com a música "Queen of Desire"